# ウェスト・タイザリー
ウェスト・タイザリー（West Tytherley）は、イングランドのハンプシャー州テスト・バレー地区にある村。ロンドンの南西およそ110 kmに位置している。郵便局はソールズベリーにある。

## 教会

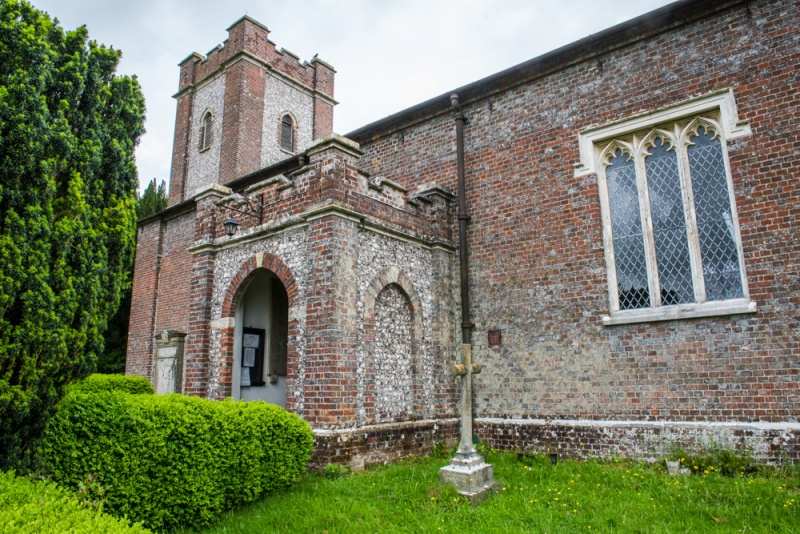
ウェスト・タイザリーの聖ペトロ教会

教区には聖ペトロ教会があり、世界で最も古いものの一つと言われる教会の鐘がある（諸説あり）。